# Wilnelia Merced
Wilnelia Merced Forsyth (ur. 12 października 1959 w Caguas, Portoryko) – została wybrana na Miss World w 1975.